# Peromingo
Peromingo – gmina w Hiszpanii, w prowincji Salamanka, w Kastylii i León, o powierzchni 8,79 km². W 2011 roku gmina liczyła 147 mieszkańców.